# Secret Garden (minialbum)
Secret Garden (kor. 비밀정원 Bimil jeongwon) – piąty minialbum południowokoreańskiej grupy Oh My Girl, wydany 9 stycznia 2018 roku przez wytwórnię WM Entertainment i dystrybuowany przez LOEN Entertainment. Płytę promował singel „Secret Garden” (kor. 비밀정원 Bimil jeongwon). Sprzedał się w nakładzie 35 692 egzemplarzy w Korei Południowej (stan na czerwiec 2018).
Tytułowa piosenka zajęła 1. miejsce rankingu czasu rzeczywistego na stronie Bugs, a także 2. miejsce rankingów na stronach Melon, Genie, Naver oraz Soribada. Utwór „Secret Garden” przyniósł grupie pierwsze zwycięstwo w programie muzycznym The Show, a także w programie Show Champion.

## Lista utworów
| Nr | Tytuł                                          | Słowa             | Kompozycja                                                  | Aranżacja                                               | Czas |
| -- | ---------------------------------------------- | ----------------- | ----------------------------------------------------------- | ------------------------------------------------------- | ---- |
| 1. | "Secret Garden" (kor. 비밀정원 Bimil jeongwon) | Seo Ji-eum        | Steven Lee. Mayu Wakisaka. Sean Alexander                   | Steven Lee                                              | 4:04 |
| 2. | "Love O'clock"                                 | Seo Ji-eum, Mimi  | Andreas Öberg, Maria Marcus                                 | Maria Marcus                                            | 3:56 |
| 3. | "Butterfly"                                    | Junebug, Mimi     | Darren Smith, Andreas Öberg, Bo Riley, Sean Alexander       | Darren "Baby Dee Beats" Smith, Andreas Öberg, Avenue 52 | 3:53 |
| 4. | "Sixteen"                                      | Seo Ji-eum        | David Anthony, Sophie White, Samuel Cramer, Phoebe Jo Brown | David Anthony, Samuel Cramer                            | 3:21 |
| 5. | "Magic"                                        | MaFly, ZNEE, Mimi | Andreas Öberg, Skylar Mones, Tiaan Williams                 | Skylar Mones, Andreas Öberg                             | 3:04 |

## Notowania
| Lista                   | Pozycja |
| ----------------------- | ------- |
| Gaon Weekly Album Chart | 4       |
| Five Music (Tajwan)     | 15      |